# Bell XV-3
 (juin 2025).
Le Bell XV-3 (Bell modèle 200) est un aéronef expérimental américain de type « Tiltrotor » (rotor basculant) mis au point par Bell Helicopter dans le cadre d’un programme de recherche conjoint entre l’United States Air Force et l’US Army afin d’explorer la technologie des convertibles. Le XV-3 possédait un moteur dans le fuselage qui, via des arbres de transmission, entraînait des rotors bipales placés en bout des ailes. Ces rotors étaient orientables, capables de pivoter sur 90 degrés de la verticale à l’horizontale. Ils permettaient au XV-3 de décoller et d’atterrir comme un hélicoptère, mais aussi de voler à des vitesses équivalentes à celles d’un avion conventionnel à voilure fixe.
Le XV-3 a volé pour la première fois le 11 août 1955. Même si ses performances étaient limitées, l’avion a réussi à démontrer la validité du concept tiltrotor en effectuant 110 transitions du vol vertical au vol horizontal entre décembre 1958 et juillet 1962. Le programme XV-3 a pris fin lorsque l’avion a été gravement endommagé lors d’un test en soufflerie le 20 mai 1966. Les données collectées et l’expérience du programme XV-3 ont été des éléments clés qui ont permis à Bell de développer avec succès le Bell XV-15, qui a été suivi du V-22 Osprey de série.

## Conception
En 1951, l’armée de terre américaine et l’US Air Force ont annoncé le lancement du programme des aéronefs convertibles, et publié un cahier des charges pour solliciter des offres de la part des constructeurs aéronautiques. En octobre 1953, Bell Helicopters a obtenu un contrat pour la production de deux aéronefs à des fins d’essais. La désignation militaire d’origine était XH-33, désignant cet aéronef comme un hélicoptère, mais cette désignation a été changée pour XV-3, inscrivant l’appareil dans la série des convertibles inaugurée avec le McDonnell XV-1 et le Sikorsky XV-2. La désignation a été encore été modifiée en XV-3A, lorsque le préfixe V a été réservé aux avions VTOL. Les principaux concepteurs du XV-3 étaient Bob Lichten et Kenneth Wernicke.

## Engagements
Le premier XV-3 (numéro de série 54-147) a volé le 11 août 1955 avec aux commandes Floyd Carlson, le pilote d'essai en chef de Bell. Le 18 août 1955, l’avion a effectué un atterrissage brutal lorsque le rotor est devenu instable. Bell a tenté de remédier à la situation, et les essais en vol ont repris le 29 mars 1956 après des points fixes au sol.
Bell a continué à explorer le domaine de vol du XV-3, mais le 25 juillet 1956, le même problème de rotor est réapparu. Les essais en vol du XV-3 ont repris fin septembre 1956. Le 25 octobre 1956, l’avion s’est écrasé lorsque le pilote d’essai a perdu connaissance en raison de vibrations extrêmement violentes dans le poste de pilotage. Les vibrations se sont produites lorsque les arbres du rotor se trouvaient inclinés de 17 degrés vers l’avant par rapport à la verticale. Le pilote d’essai, Dick Stansbury, a été grièvement blessé et l’avion a subi des dommages irréparables.
Bell a modifié le deuxième XV-3 (numéro de série 54-148) en remplaçant les rotors tripales par des rotors bipales et, après avoir pris de nombreuses précautions, le deuxième XV-3 a commencé le 18 juillet 1957 à faire l’objet d’essais à la soufflerie du laboratoire aéronautique d’Ames du National Advisory Committee for Aeronautics (NACA). Les essais en vol du prototype numéro 2 ont commencé le 21 janvier 1958 chez Bell.
En avril, le domaine de vol avait été exploré jusqu’à la vitesse de 204 km/h, et l’appareil avait effectué des atterrissages en autorotation et des transitions avec les rotors inclinés de 30 degrés vers l’avant. Le 6 mai 1958, une autre manifestation de l’instabilité des rotors s’est produite lorsque les rotors ont été poussés à un angle de 40 degrés vers l’avant, et le XV-3 a été interdit de vol une fois de plus. Le XV-3 est retourné à la soufflerie d’Ames en octobre 1958 pour recueillir plus de données avant qu’il puisse voler à nouveau. À la suite des essais en soufflerie, le diamètre des rotors a été réduit, la surface de l’aile a été augmentée et sa structure renforcée, et les commandes des rotors ont été durcies.
Les essais en vol du XV-3 reprennent chez Bell le 12 décembre 1958. Le 18 décembre 1958, le pilote d’essai de Bell Bill Quinlan a effectué la première conversion complète en mode avion. Le 6 janvier 1959, le capitaine Robert Ferry de l’US Air Force devient le premier pilote militaire à effectuer cette conversion.
Les essais en vol chez Bell ont pris fin le 24 avril 1959, et l’avion a été expédié à la base aérienne Edwards. Les essais en vol militaires du XV-3 ont commencé le 14 mai 1959. Promu au grade de major, Robert Ferry co-signe le rapport sur les évaluations militaires, menées de mai à juillet 1959, soulignant qu’en dépit des lacunes de conception, le « dispositif d’inclinaison du rotor sur voilure fixe », ou tiltrotor, était une technique prometteuse pour l’aviation.
Après la fin des essais interarmées, l’avion est retourné aux installations d’Ames. Le 12 août 1959, Fred Drinkwater devient le premier pilote d’essai de la NASA à effectuer la conversion complète en mode avion. Le 8 août 1961, le major de l’US Army E. E. Kluever devient le premier pilote de l’armée à piloter un avion tiltrotor. Les essais se poursuivirent jusqu’en juillet 1962, lorsque la NASA et Bell eurent terminé les essais en soufflerie pour étudier l’accouplement des volets en tangage du tiltrotor, afin de prévoir et d’éliminer l’instabilité aérodynamique du rotor dynamique (simplement appelé tourbillon de pylône) qui avait causé des problèmes tout au long du programme.
En avril 1966, le Dr Earl Hall, aérodynamicien chez Bell Helicopters, a publié une analyse des données du programme XV-3 expliquant l’instabilité du pylône de l’avion tiltrotor. Afin d’établir les résultats de Hall et de développer un modèle informatique, la NASA a accepté de mener des essais à la soufflerie d’Ames. Pendant que les ingénieurs effectuaient le dernier essai prévu, une défaillance du bout de l’aile a causé la défaillance des deux rotors, causant de graves dommages au XV-3 et à la soufflerie. Le 14 juin 1966, le centre de recherche d’Ames de la NASA a annoncé la fin des essais du XV-3. Le XV-3 avait effectué un total de 250 vols, totalisant 125 heures de vol, et effectué 110 conversions complètes.

## Survivants
À la fin de l’année 1966, le seul XV-3 restant, portant le numéro de série 54-148, fut transféré sur la base aérienne de Davis-Monthan AFB à Tucson, en Arizona, et stocké en extérieur. En 1984, l’équipe d’essais en vol du Bell XV-15 (en) a découvert l’aéronef exposé à l’extérieur du United States Army Aviation Museum de Fort Rucker (Alabama), lors d’une visite de démonstration du XV-15. Le 54-148 a été réparé en décembre 1986, avec le soutien de l’US Army, sous la direction d’un ancien ingénieur du Bell XV-3, Claude Leibensberger. Il a ensuite été démonté et entreposé à l’intérieur. 
Le 22 janvier 2004, le XV-3 a été livré à l’usine Bell numéro 6 d’Arlington, au Texas. En 2005, les employés de Bell Helicopter ont commencé à travailler à la restauration du 54-148 dans un état susceptible d’être exposé au musée, cette fois-ci sous la direction de l’ancien ingénieur Charles Davis. Après deux ans de restauration, le XV-3 a été transféré au National Museum of the United States Air Force (NMUSAF) à Dayton (Ohio). Il a été exposé dans la galerie de l’après-guerre froide en juin 2007 et, depuis 2011, il est exposé dans la galerie Recherche et développement.